# Sukhoi Su-6
Il Sukhoi Su-6 (in cirillico Сухой Су-6) era un prototipo di un aereo da attacco al suolo monomotore progettato dall'OKB 51 diretto da Pavel Osipovič Suchoj e sviluppato in Unione Sovietica negli anni quaranta.
Dal Su-6 verrà sviluppato nel 1944 il prototipo di intercettore d'alta quota a propulsione mista Su-7.

## Storia

### Sviluppo
Lo sviluppo del Su-6 ha avuto inizio nel 1939, quando l'ufficio progettazione Sukhoi iniziò a lavorare su un velivolo monoposto da attacco al suolo. Il 4 marzo 1940 venne emesso un ordine per la fornitura di due prototipi il primo dei quali venne portato in volo per la prima volta il 1º marzo 1941 dal pilota collaudatore A.I. Kokin.
Le prove in volo indicarono che il Su-6 risultava superiore al Ilyushin Il-2 in quasi tutte le categorie di prestazioni, ma i collaudi dovettero interrompersi a causa del superamento dei limiti di ore di funzionamento del motore, uno Shvetsov M-71, e dall'impossibilità di sostituirlo per l'indisponibilità di altre unità.
Il secondo prototipo venne portato in volo solo nel gennaio 1942 perché l'OKB ha dovuto essere evacuato dalla propria sede per l'inizio della campagna di Russia. Questo era armato con due cannoni da 23 mm, quattro mitragliatrici e razziere da 10 unità. I risultati della prova di volo risultarono molto favorevoli e l'AFRA, l'Istituto di ricerca scientifico sovietico, ne raccomandò la produzione di un piccolo lotto per testarlo in condizioni di combattimento in prima linea. Venne per cui preparata una richiesta per la produzione di 25 esemplari che tuttavia non venne mai avviata.
Nel frattempo, l'esperienza acquisita in combattimento con gli Il-2, monoposto, dimostrò la necessità di sviluppare un secondo posto dotato di armamento difensivo contro gli attacchi in coda. Il terzo prototipo è stato quindi concepito tenendo conto del secondo membro di equipaggio a scapito del carico utile, che diminuì passando da 400 kg a 200 kg, e motorizzato con una versione più potente, l'M-71F da 2 000 CV (1 620 kW). Prove ufficiali constatarono che il Su-6 biposto riusciva a raggiungere una velocità di 100 km/h superiore rispetto all'Il-2, anche se con un carico utile notevolmente più ridotto.
A seguito della cancellazione della produzione dell'M-71, Suchoj fu costretto a ricorrere al Mikulin AM-42, un dodici cilindri a V raffreddato a liquido. Quando le prove della nuova versione ebbero inizio, il 22 febbraio 1944, il Su-6 rimotorizzato si è rivelato inferiore all'Ilyushin Il-10 che utilizzava lo stesso motore, dovuto anche agli ulteriori 250 kg di armatura necessaria a proteggere il propulsore, più vulnerabile di un radiale raffreddato ad aria, e alla potenza disponibile dell'AM-42, inferiore a quella degli M-71F.
Benché il Su-6 non abbia raggiunto mai la produzione in serie, nel 1943 Pavel Suchoj venne insignito del Premio Stalin di 1º grado per lo sviluppo del velivolo.

### Tecnica
Il Su-6 era caratterizzato da un aspetto tradizionale. La fusoliera era a sezione circolare, dotata della prima versione di un abitacolo chiuso monoposto, sostituito da uno biposto nell'ultimo prototipo. Posteriormente terminava in un impennaggio classico monoderiva. L'ala era montata bassa e a sbalzo. Il carrello d'atterraggio era un triciclo classico, anteriormente retrattile verso la parte posteriore, integrato in coda da un ruotino d'appoggio. La propulsione era affidata inizialmente a un radiale Shvetsov M-71, poi sostituito con un V12 Mikulin AM-42 raffreddato a liquido.